# Miriam Leslie
Pour les articles homonymes, voir Leslie.
Miriam Florence Folline, connue sous le nom de Miriam Peacock, ou Miriam Squier, ou Miriam Leslie, ou Miriam Wilde (5 juin 1836 à New Orleans - 18 septembre 1914 à New York) est une éditrice et autrice américaine.
Elle épouse Frank Leslie et deviendra l'héritière de sa maison d'édition : à sa tête, l'entreprise passe d'un état endetté à florissant. Après la mort de son mari, elle prend légalement son nom pour pouvoir l'utiliser à des fins commerciales. Elle fait de Carrie Chapman Catt une légataire résiduelle de sa succession pour soutenir l'émancipation des femmes et créer la Leslie Woman Suffrage Commission.

## Biographie

### Premières années
À la fin de sa vie, Miriam Florence Folline prétend être née dans le Sud des États-Unis « pendant la guerre » (la Guerre de Sécession). En vérité, elle naît pendant la guerre du Mexique à la Nouvelle-Orléans en Louisiane le 5 juin 1836. Elle est la fille de Charles Folline et Susan Danforth. Peu de temps après sa naissance, son père change l'écriture de leur nom de famille en Follin. Charles Follin occupe divers emplois durant les années passées par la famille à la Nouvelle-Orléans, Cincinnati et New York. Il envoie sa fille dans des pensionnats et l'encourage à étudier le français, l'espagnol, le latin et l'allemand. Il encourage également son intérêt pour l'écriture : en 1850, elle soumet un article au New York Herald au sujet d'un patriote vénézuélien.
Le 25 mars 1854, Miriam Follin, âgée de 18 ans, épouse le jeune commis d'un bijoutier prénommé David Charles Peacock. Le couple ne vit jamais ensemble et le mariage est annulé deux ans plus tard.

### Actrice de théâtre
Son demi-frère Noel se noie lors d'un voyage en tant que compagnon de l'actrice de théâtre Lola Montez. Lorsque cette dernière, en deuil, rencontre la famille de Noel, elle se lie d'amitié avec Miriam Leslie et invite la jeune femme à rejoindre sa troupe.
Sous le pseudonyme « Minnie Montez », « la sœur de Lola », elle réalise une tournée dans le nord-est dans plusieurs pièces de théâtre au début de l'année 1857.
En avril 1857, elle devient la maîtresse de William Churchwell, un banquier et ancien représentant du Congrès du Tennessee. À l'automne, elle fréquente Ephraim George Squier, un archéologue de 36 ans et agent du chemin de fer interocéanique du Honduras.

### Rédactrice

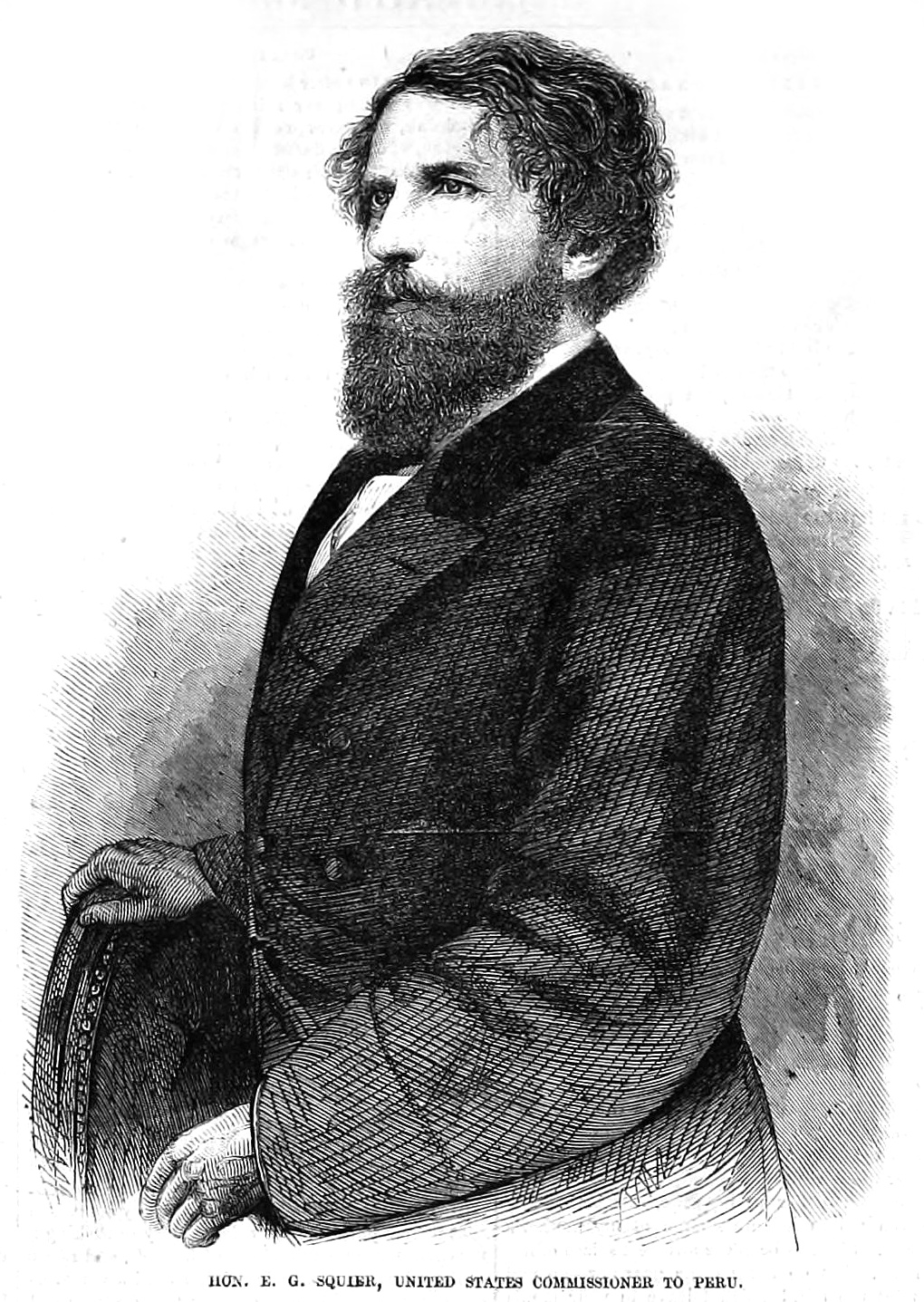
Ephraim George Squier.

Le 22 octobre 1857, Miriam Leslie, 21 ans, devient Mme Squier. Lorsque E. G. crée une société de presse en langue espagnole en Amérique du Sud, celle-ci l'aide pour les traductions. Elle se lance également dans son propre projet éditorial : une traduction du Demi-Monde, une pièce d'Alexandre Dumas fils. Les voyages du couple en Europe et en Amérique du Sud fournissent à E. G. la première occasion d'écrire des articles de voyage pour son ami Frank Leslie.
Né Henry Carter dans une famille de fabricants de gants en Angleterre, Frank Leslie change de nom en arrivant aux États-Unis en 1848 en tant qu'illustrateur, et en seulement une décennie, il révolutionne l'industrie de la presse américaine avec la publication du Frank Leslie's Illustrated Newspaper, un hebdomadaire basé à New York avec un tirage de 164 000 exemplaires. En 1860, lorsque Frank se sépare de sa femme Sarah Leslie, il loge dans la maison des Squier au East 10th Street. Il demande à E. G. Squier, qui contribue beaucoup au journal, d'en devenir le rédacteur en chef. En mars 1864, après avoir assisté avec son mari au premier bal inaugural du président Abraham Lincoln, Miriam Squier est représentée dans sa robe de soirée sur une illustration flatteuse du Frank Leslie's Illustrated Newspaper.
Lorsque le rédacteur en chef du Frank Leslie's Lady's Magazine tombe malade, Miriam Squier se porte volontaire pour le remplacer. Lorsqu'il meurt en 1863, elle prend la direction éditoriale permanente du Lady's Magazine de Frank Leslie et en fait une énorme source de revenus pour Frank Leslie. En 1865, elle propose l'idée d'un nouveau magazine mensuel pour toute la famille, Frank Leslie's Chimney Corner, et en devient la première rédactrice. Le tirage passe rapidement à 80 000 exemplaires.
Au début de l'année 1867, Frank Leslie est nommé commissaire américain à l'Exposition universelle de Paris. Avec les Squier, il se rend d'abord en Angleterre. Ils débarquent à Liverpool où E. G. Squier a une dette commerciale. Ils sont accueillis sur les quais par la police, à la demande du créancier d'E. G. Quier, qui est mis en prison. Il s'avère que c'est Frank Leslie qui a télégraphié au créancier et manigancé l'arrestation. Miriam Squier et Frank Leslie voyagent ensemble à Londres et à Paris, tandis qu'E.G. Squier reste en prison pendant deux semaines jusqu'à ce que sa dette soit payée puis rejoint ses deux compagnons de voyage à Paris. Les trois passent l'été à Saratoga en 1868 et font un deuxième voyage en Europe en 1870.
En 1871, Miriam Squier prend la tête d'un nouveau magazine de mode hebdomadaire, Frank Leslie's Lady's Journal, initialement appelé Once a Week: The Young Lady's Own Journal. Elle est donc rédactrice en chef de trois magazines : le Lady's Journal, le Lady's Magazine et Chimney Corner. Le numéro du 18 novembre 1871 du magazine est publié avec la mention « par la rédactrice Miriam F. Squier ».

### Collaboratrice duFrank Leslie's Popular Monthly

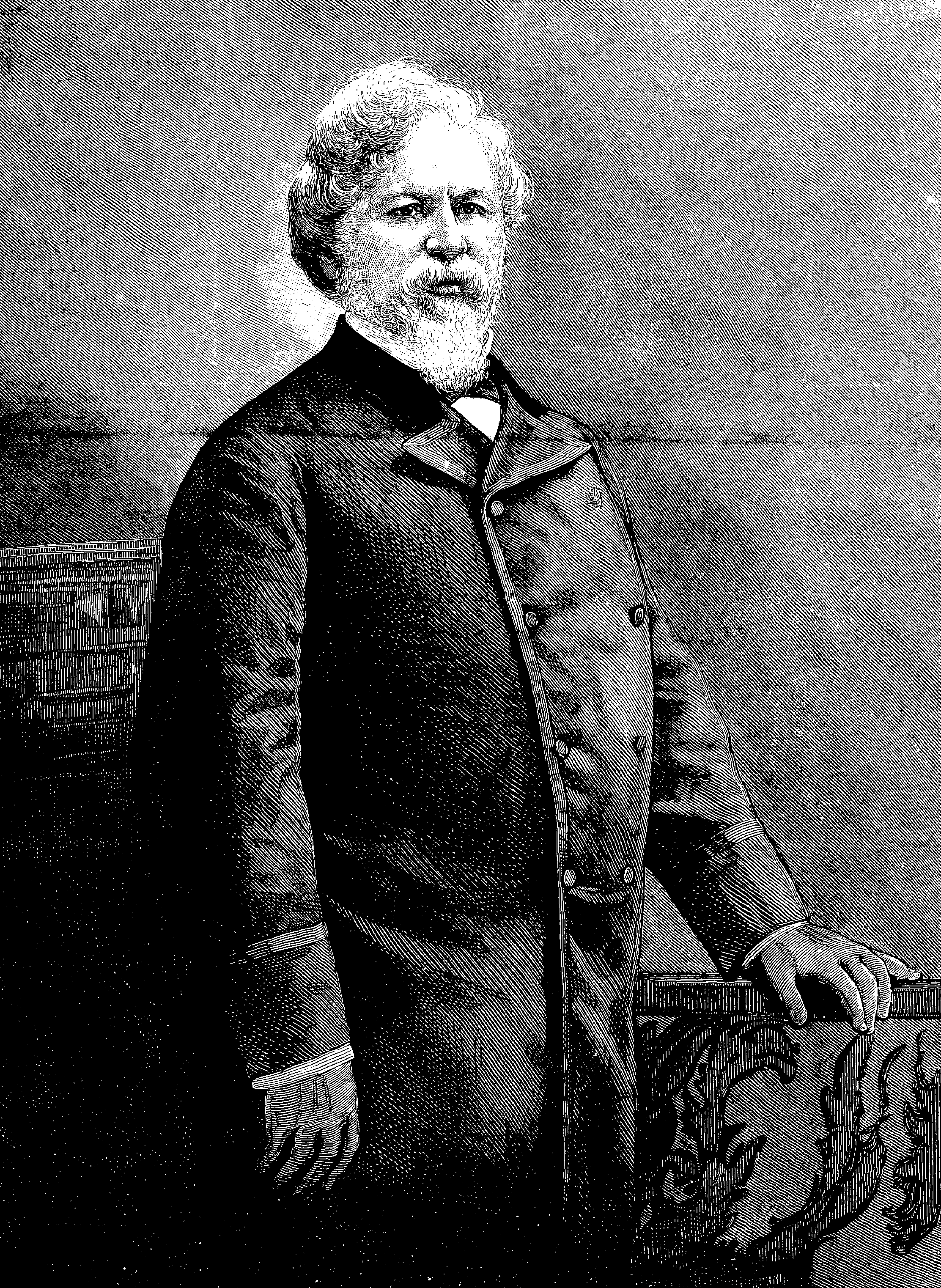
Portrait en gravure sur bois de Frank Leslie.

Sarah Leslie refuse d'accorder le divorce à son époux Frank Leslie jusqu'à un important règlement financier en 1872. Miriam et E. G. divorcent Squier en 1873, l'époux étant accusé d'adultère. Le 13 juillet 1874, Miriam épouse Frank Leslie dans l'église Saint-Thomas de la Cinquième Avenue. Au cours de leur lune de miel, le couple rencontre le poète et auteur Joaquin Miller. Miriam Leslie et l'écrivain débutent une liaison. Il s'inspire d'elle pour le personnage principal de son roman The One Fair Woman (1876).
La résidence d'été des Leslie se trouve à Saratoga Springs, dans l'état de New York, où ils reçoivent de nombreux notables. Miriam Leslie, toujours considérée comme bien habillée, se fait connaître pour ses bijoux : lors d'une réception pour le poète William Cullen Bryant au manoir du gouverneur de New York Samuel Tilden en 1875, elle porte pour 70 000 dollars de diamants. Cet été là, le couple achète son propre yacht, le Frank Leslie, qu'ils utilisent à Interlaken, leur domaine au bord du lac du nord de l'État de New York, où ils ont pour invités Cornelius Vanderbilt et l'empereur Pierre II du Brésil.
L'entreprise compte près de 400 employés et produit une douzaine de publications hebdomadaires et mensuelles. Miriam étudie la production technique des magazines et des journaux. Au milieu des années 1870, le Frank Leslie's Illustrated Newspaper n'est plus tiré qu'à 50 000 exemplaires, mais la société est florissante. En 1876, l'année du lancement du magazine Frank Leslie's Popular Monthly, les Leslie sont délégués officiels à l'Exposition universelle de 1876 à Philadelphie.
En 1877, ils partent en voyage de deux mois à travers le pays en train avec des employés et des amis, voyage qui leur coûte 15 000 dollars. La rédactrice Leslie fait passer une interview au chef mormon Brigham Young dans l'Utah. Ses notes sur l'Ouest et ses habitants sont publiées dans son premier livre : California: A Pleasure Trip from Gotham to the Golden Gate.

### «Impératrice du Journalisme»

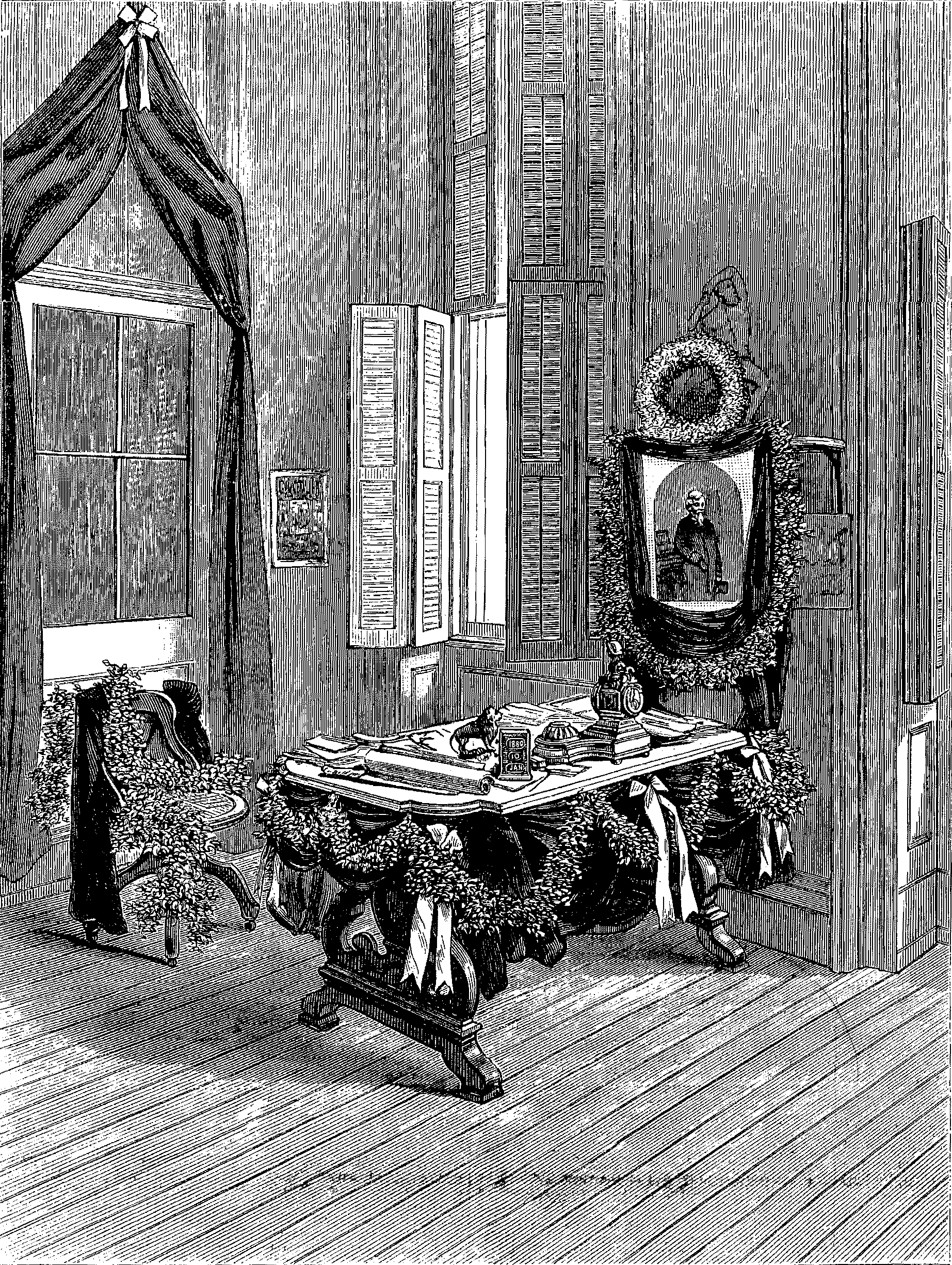
Gravure sur bois montrant le bureau de Frank Leslie juste après sa mort avec son bureau etc. couronné et drapé de noir, Frank Leslie's Illustrated Newspapers, 7 février 1880.

La dépression de 1877 frappe durement la maison d'édition, qui cumule 300 000 dollars de dettes pour plusieurs raisons : des pertes commerciales, l'achat d'une nouvelle presse à imprimer de 70 000 dollars, et quelques mauvais investissements immobiliers de l'époux Frank Leslie. Celui-ci travaille à réduire sa dette les deux années suivantes mais les médecins lui diagnostiquent un cancer de la gorge inopérable. Il meurt le 10 janvier 1880, alors qu'il lui reste encore 50 000 dollars de dettes et que les créanciers menacent de saisir leurs biens.
Les deux fils de Frank issus de son premier mariage contestent son testament en justice. Leur père avait déjà été impliqué dans des procès avec eux lorsqu'ils avait essayé d'utiliser le nom Frank Leslie au sein de leurs propres entreprises commerciales. Une fois le testament confirmé par la justice, la veuve Miriam Leslie change légalement son nom en Frank Leslie pour éviter toute ingérence future. Elle procède à une réorganisation de l'entreprise et en devient la présidente. Elle emprunte 50 000 dollars à une riche veuve new-yorkaise, Eliza Jane Smith, avec ses diamants en garantie, et paye les dettes de l'entreprise. Elle rembourse sa dette en cinq mois, contre les cinq années prévues.
Une occasion exceptionnelle se présente pour renflouer les caisses : le 2 juillet 1881, le président James Garfield se fait tirer dessus par Charles J. Guiteau. Miriam Leslie envoie deux artistes à Washington en train, où ils obtiennent une description complète de l'événement et réalisent des croquis, avant de revenir le soir même. En trois jours, une édition du Frank Leslie's Illustrated Newspaper avec une couverture de la tentative d'assassinat est proposée au public, suivie d'une édition supplémentaire quelques jours plus tard. Pendant les deux mois où le président est entre la vie et la mort, les artistes de Leslie représentent dans leurs illustrations son lit de malade, Lucretia Garfield à son chevet, l'assassin en prison, et enfin le décès et les funérailles du président. Lorsqu'il meurt, deux jours avant la sortie du journal en kiosque, Miriam Leslie ordonne à ses graveurs de travailler 24 heures sur 24 pour refaire la première page et la page centrale. Le tirage de Illustrated Newspaper passe de 30 000 à 200 000 exemplaires. Miriam peut rembourser ses dettes et récupérer ses diamants. Après le drame, le tirage reste à 50 000 exemplaires au-dessus de son niveau précédent.
Leslie embauche de nouveaux rédacteurs, améliore la qualité de l'impression des gravures sur bois, et choisit un papier plus lourd. Elle sort une nouvelle publication, le magazine Frank Leslie's Popular Monthly, avec un tirage qui atteint 125 000 exemplaires à la fin de la décennie. En 1885, elle réduit les avoirs de la société à deux hebdomadaires et quatre mensuels, afin de pouvoir se concentrer sur les publications lucratives. Avec le nom de Frank Leslie, Miriam est ainsi surnommée « l'Impératrice du Journalisme » par la presse nationale et la presse étrangère. Elle touche alors un salaire de 100 000 dollars par an.

### Conférencière, autrice et militante féministe

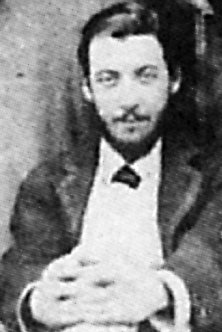
Willie Wilde, alors étudiant à Trinity College.

Elle voyage à Londres et fréquente les salons littéraires du dimanche après-midi de Lady Jane Wilde. À son retour à New York, elle ouvre ses propres salons du jeudi soir. L'imprésario Richard D'Oyly Carte souhaite organiser une production américaine de l'opéra-comique de 1881 Patience, satire du mouvement esthétique anglais. En septembre, Miriam propose au Colonel W. F. Morse, agent de D'Oyle Carte à New York, d'engager pour une série de conférences aux États-Unis le fils de son amie Jane, Oscar Wilde, qui a inspiré les personnages principaux de Reginald Bunthorne et Archibald Grosvenor.
À New York, elle est brièvement fiancée à un marquis français, et quelques années plus tard, courtisée par un prince russe (bien que les revendications des titres des deux hommes soient contestées). Elle écrit une série d'essais sur la romance pour « divertir ses chères sœurs » à travers l'Amérique : ils sont publiés en 1888 sous le titre Rents In Our Robes, un livre que l'on pourrait qualifier aujourd'hui de relevant du développement personnel, avec des thèmes sur le flirt, le maintien de la chair ferme par l'exercice, le bonheur conjugal.

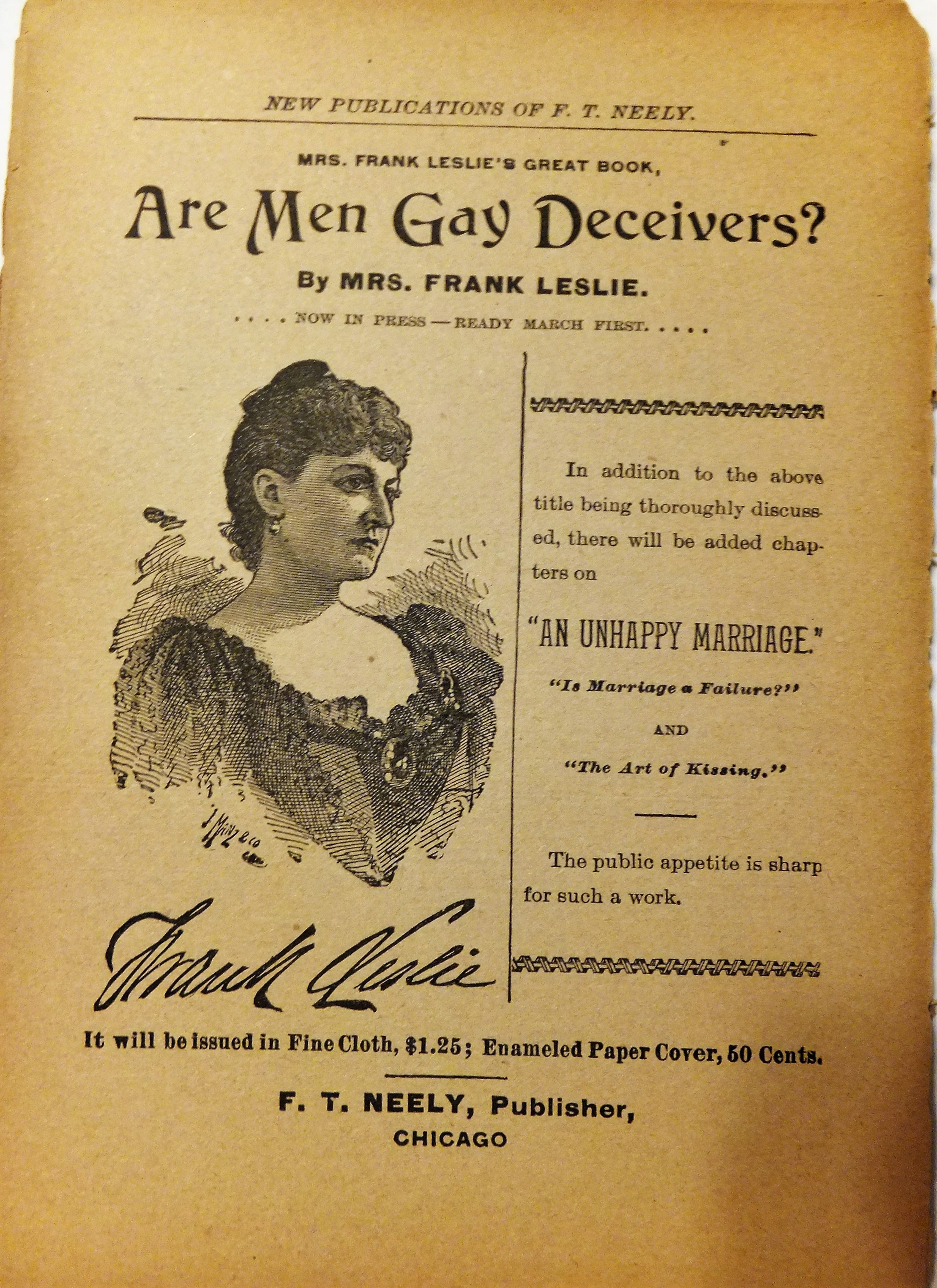
Publicité pour Are Men Gay Deceivers ? La publicité indique que le livre comprend également "An Unhappy Marriage", "Is Marriage a Failure?" et "The Art of Kissing". Couverture en tissu fin 1.25 $, couverture en papier émaillé 50 cents.

En 1889, Miriam Leslie a 53 ans bien qu'elle dise en interviews avoir seulement une trentaine d'années. Elle vend l'Illustrated Newspaper et une autre publication à W. J. Arkell et Russell B. Harrison, les éditeurs de Judge, pour près de 400 000 dollars. Elle publie Beautiful Women of Twelve Epochs, une histoire de la beauté féminine. Elle écrit des articles pour un syndicat de journaux et un nouveau magazine féminin populaire, The Ladies' Home Journal. Un promoteur la persuade de faire une tournée de conférences d'un mois pour laquelle elle est payée 200 dollars par conférence, un salaire sans précédent pour une femme. Dans vingt villes à travers l'Amérique, elle partage ses opinions sur la royauté européenne, le journalisme américain, les opportunités pour les femmes.
De retour à New York, la rédactrice et présidente de la maison d'édition s'occupe des trois mensuels qui lui restent. Elle s'investit en tant que vice-président de Professional Woman's League, mais aussi dans l'American Press Association, le Woman's Press Club de New York et la National American Women's Suffrage Association. Elle déclare : « L'ancien ordre change et le nouveau arrive. La femme... doit se libérer de ses vêtements qui l'étouffent et sortir dans le monde avec courage et autonomie ». En 1892, elle anime un débat pour la National American Women's Suffrage Association sur le suffrage à la Leslie Publishing House trois ans plus tard.
En octobre 1891, elle épouse Willie Wilde, qu'elle a rencontré huit ans plus tôt dans les salons de sa mère, et qui voyage alors en Amérique. Bien que la rédactrice s'appelle un temps « Mme Florence M. Wilde », elle revient rapidement à son nom de Frank Leslie. Willie, de 16 ans son cadet, est un alcoolique et un dépensier. En 1892, le couple voyage en Europe, mais Miriam revient seule. Willie est sûrement l'inspirateur de son quatrième livre Are Men Gay Deceivers ? And Other Sketches, publié en 1893, l'année de leur divorce.
La même année, la rédactrice s'essaie à l'écriture dramatique avec The Froth of Society, une adaptation de l'œuvre de Dumas qu'elle a traduite 35 ans plus tôt. La pièce est mise en scène New York mais s'arrête rapidement après de mauvaises critiques.

### Dernières années et héritage

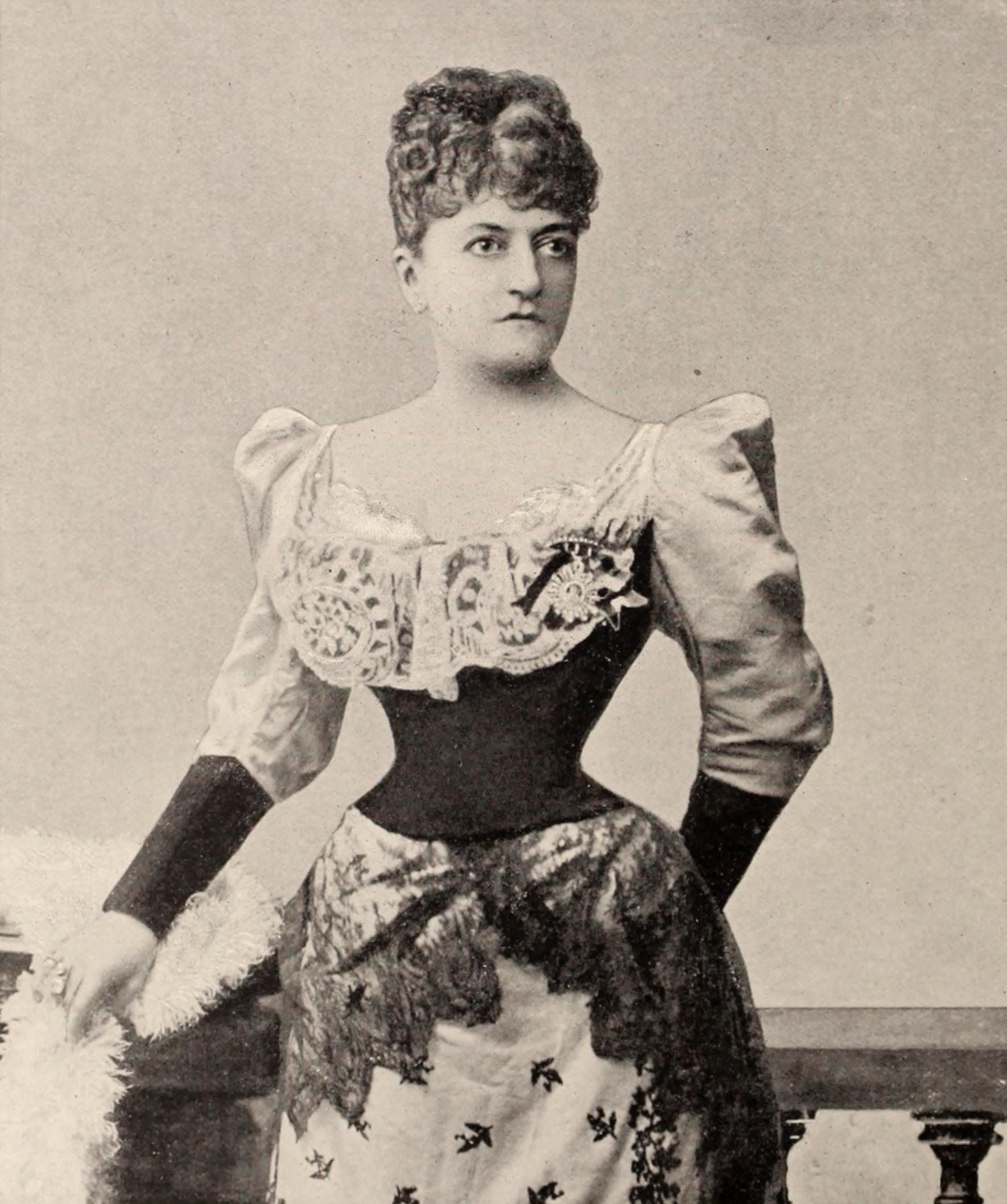
Miriam Leslie, dans New York, The Metropolis - Its Noted Business and Professional Men, John Franklin Sprague (1893)

En 1895, Miriam Leslie cède le contrôle du seul magazine qui lui reste, le Frank Leslie's Popular Monthly, à un autre dirigeant de l'entreprise. Trois ans plus tard, après une forte baisse de son tirage, elle reprend sa direction et rend le magazine à nouveau rentable et compétitif, face aux nombreux nouveaux mensuels du marché, comme ceux de la maison McClure. Elle améliore son contenu, diminue la taille de la page et abaisse son prix de vingt-cinq cents à dix cents. Le tirage grimpe rapidement à 200 000. Elle quitte le magazine définitivement en 1900 et vend ses parts en 1903. En 1905, le magazine devient The American Magazine.
En 1899, l'américaine publie son dernier livre, A Social Mirage, qui contient d'autres essais sur l'amour. Elle souffre d'une maladie rénale et, après un accident vasculaire cérébral mineur en 1901, elle souffre de problèmes de mobilité. En voyage en Europe en 1901, elle affirme descendre par son père de la noblesse française hugenote et revendique le titre de « baronne de Bazus ». Ses ancêtres auraient immigré dans les colonies à cause des persécutions religieuses. Cinq ans plus tard, Miriam se fiance, à 70 ans, à un comte espagnol avec qui elle vit deux années jusqu'à sa mort en 1907.
Miriam Leslie meurt d'une crise cardiaque le 18 septembre 1914 à New York. Elle est enterrée au cimetière Woodlawn dans le Bronx, à New York.
Elle surprend en léguant la majeure partie de sa fortune de près de deux millions de dollars à Mme Carrie Chapman Catt, pour son combat pour le droit de vote des femmes. Catt dépense la moitié de l'argent pour mener une bataille judiciaire de deux ans contre d'anciens amis et contre les descendants de Frank Leslie qui contestent le testament. Le reste de l'héritage est utilisé pour publier un journal sur le droit de vote, The Woman Citizen, édité par la National American Woman Suffrage Association (NAWSA) jusqu'à ce que le 19e amendement soit ratifié en 1920, puis par la League of Women Voters jusqu'en 1932. Catt crée également la Leslie Woman Suffrage Commission.

## Description par ses contemporains

### Rose Elizabeth Cleveland
« Mme Leslie est la plus gracieuse et la plus charmantes de tous. Elle s'est révélée l'une des plus grandes, l’une des plus entreprenantes éditrices de cette époque - l'égale en affaires, en talent et en discrétion de n'importe quel homme dans le monde ».

### Jane Wilde
« Elle possède et édite de nombreux journaux, et écrit avec vivacité sur les sujets sociétaux de l'époque, tout en faisant toujours montre d'intentions élevées et louables ; et, avec ses nombreux talents, sa brillante capacité oratoire dans toutes les principales langues d'Europe, sa splendide résidence et ses immenses revenus, noblement gagnés et noblement dépensés, Mme Frank Leslie peut être considérée comme la principale chef des cercles intellectuels de New York ».

## Œuvres
Traduction
- Le Demi-Monde, A Satire on Society, d'Alexandre Dumas fils (1858)

Récit de voyage
- California: A Pleasure Trip from Gotham to the Golden Gate (1877)

Non-fiction
- Rents In Our Robes (1888)
- Beautiful Women of Twelve Epochs (1889)
- Are Men Gay Deceivers ? And Other Sketches (1893)
- A Social Mirage (1899)

Pièce de théâtre
- The Froth of Society, adaptation de Le Demi-Monde d'Alexandre Dumas fils (1893)